# Bernabé G. de Quevedo y Portillo

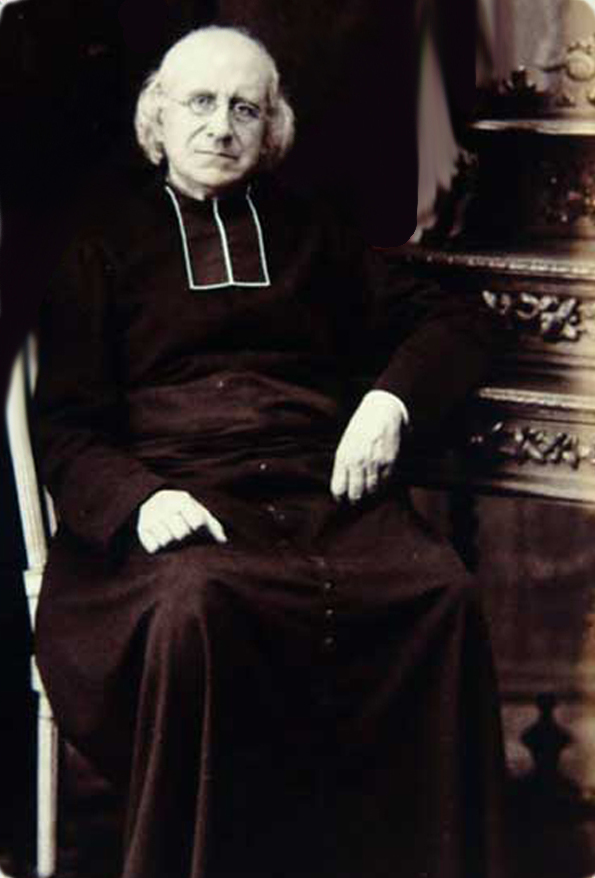
Arzobispo Bernabé G. de Quevedo y Portillo en 1882.

José María Bernabé G. de Quevedo y Portillo (Guadalajara, Jalisco, México, 11 de junio de 1816 - 6 de septiembre de 1890), conocido también como el Abad García de Quevedo, Monseñor Bernabé de Quevedo, Arzobispo de Quevedo y Bernabé de Bayonne. Constructor y fundador de los asilos y la Capilla de Filles de la Croix en Bayona, Francia.

## Biografía
Nació en 1816 en Guadalajara, México. Su padre, Manuel García de Quevedo, español de nacimiento y Oidor de la Real Audiencia de Guadalajara en la Nueva Galicia, se trasladó e inmigró a Burdeos y a Bayona en 1826, ciudad donde Bernabé vivió su infancia y adolescencia en la casa "Esperanza", propiedad de su familia, situada ésta sobre la calle de Montaut, entre la Plaza del mismo nombre y la propia Catedral de Bayona. Comenzó sus estudios en la escuela de San León concluyéndolos en el seminario de Larressore. Se ordenó sacerdote en 1840, siendo nombrado administrador de dicho seminario. En 1848 fue nombrado capellán de las Hijas de la Cruz, siendo nombrado canónigo honorario y titular. 

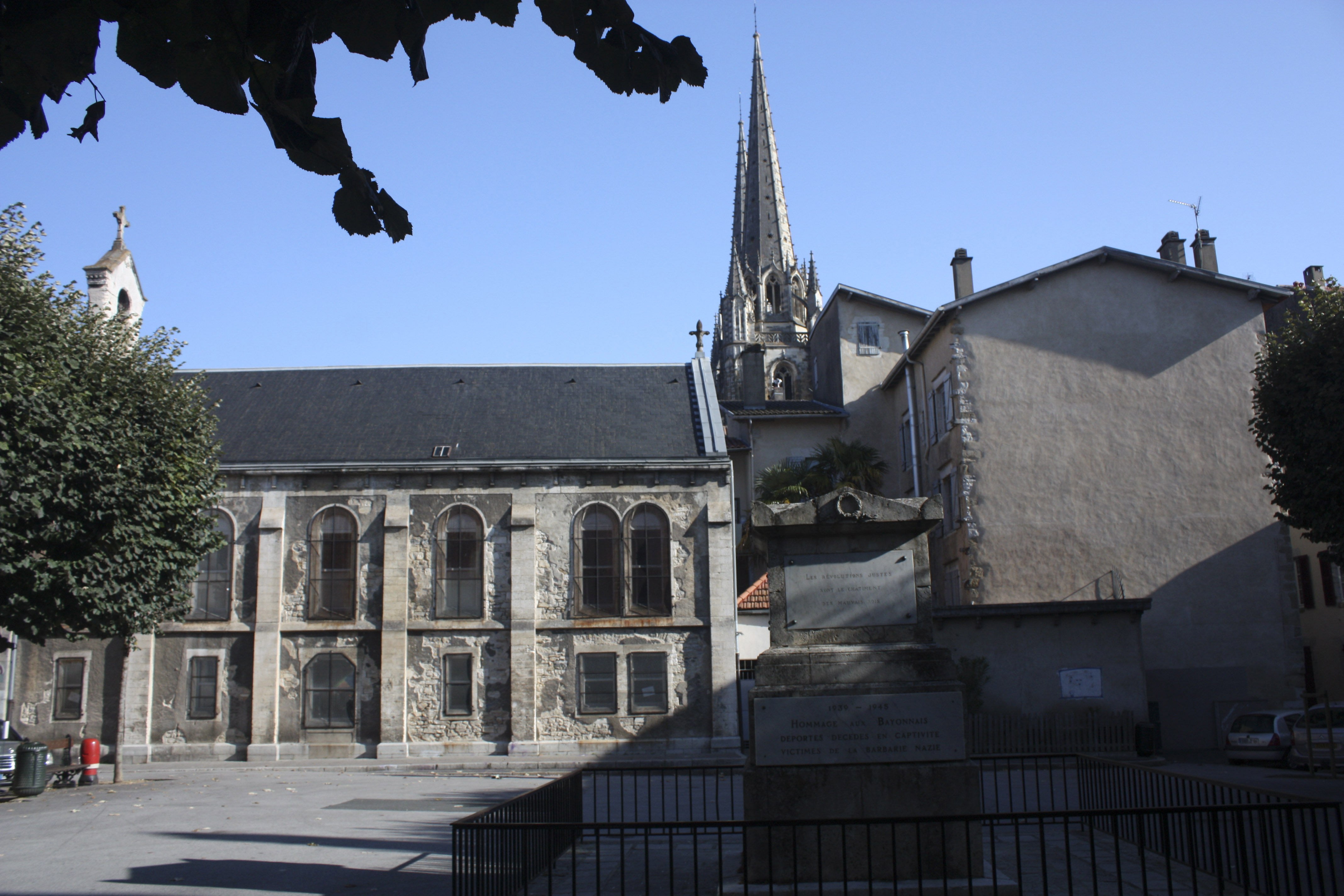
Capilla de Filles de la Croix en Place Montaut, Bayona, Francia. En primer plano, monumento de conmemoración a "Los Tres Gloriosos".

En 1860, cuatro años después de la muerte de su padre, el abad de Quevedo: 

"...gasta libremente la fortuna heredada de su padre; y en un área de la mansión donde vivió su infancia, construye la elegante Capilla de las Hijas de la Cruz (Filles de la Croix), dándose cuenta el santo sacerdote de que el objetivo verdadero de la vida de las Hijas de la Cruz y de toda la obra cristiana es la casa de Dios y quería que ésta, luciera siempre bella y atractiva".
De acuerdo con un extracto del Semanario de Bayona, Boletín católico, Diócesis de Bayona, 7 de septiembre de 1890, Obituario. Archivos de la Diócesis de Bayona, Lescar y Oloron.

En 1877, tuvo Don Bernabé G. de Quevedo y Portillo, un gran rasgo de amor a su patria mexicana, como buen hijo de Guadalajara, rehusando ser obispo de Bayona, para cuyo alto cargo lo designó el papa Pío IX, quien lo apreció vivamente. Don Bernabé de Bayona, no queriendo perder su nacionalidad mexicana nacionalizándose francés, como lo exige la Legislación Eclesiástica Francesa, prefirió quedar tan sólo como canónigo de la Catedral de Bayona y Obispo in pártibus.
El Papa León XIII lo nombró protonotario apostólico en 1890, pocas horas antes del anuncio de la muerte del hombre que hizo construir la capilla que hoy dota el salón principal del Colegio de Notredame. Monseñor Bernabé G. de Quevedo y Portillo, falleció el 6 de septiembre de 1890.